# مارماهی‌های پوزه‌اردکی
مارماهی‌های پوزه‌اردکی (نام علمی: Nessorhamphus) نام یک سرده از تیره مارماهی گردن‌دراز است.